# Sofie Gråbøl
Sofie Gråbøl (Frederiksberg, 1968. július 30.) dán színésznő. Nincs igazi színészi képzés a háta mögött. Első főszerepét a Barndommens gade (1986) című filmben játszotta.

## Filmek
- Oviri (1986)
- Barndommens gade (Gyermekkori utca) (1986)
- Pelle Erobreren (Hódító Pelle) (1987)
- Rami & Julie (1988)
- Høfeber (1991)
- De skrigende halse (Az üvöltő nyak) (1992)
- Sort høst (Fekete termés) (1993)
- Nattevagten (1994)
- Carmen og Babyface (1995)
- Fede tider (1996)
- Sekten (1997)
- Mifunes sidste sang (1999)
- Den eneste ene (Az egyetlen) (1999)
- Blinkende lygter (Villogó fények) (2000)
- Grev Axel (2001)
- Lad de små børn... (2004)
- Den Rette Ånd (2005)
- Anklaget (A vádlott) (2005)
- Direktøren for det hele (2006)
- Daisy Diamond (2007)
- Vikaren (2007)

## Külső hivatkozás
- Profil